# Arpheuilles-Saint-Priest
Arpheuilles-Saint-Priest (Occitaans: Arfuelha e Sant Prich) is een plaats en gemeente in het Franse departement Allier in de regio Auvergne-Rhône-Alpes en maakt deel uit van het arrondissement Montluçon. De gemeente telde 374 inwoners op 1 januari 2022.

## Geschiedenis
De gemeente maakte voor 2015 deel uit van het kanton Marcillat-en-Combraille tot het op 22 maart 2015 werd opgeheven en de gemeenten werden opgenomen in het kanton Montluçon-3.

## Geografie
De oppervlakte van Arpheuilles-Saint-Priest bedraagt 20,02 vierkante kilometer; Op 1 januari 2022 was de bevolkingsdichtheid 18,7 inwoners per km².
De onderstaande kaart toont de ligging van Arpheuilles-Saint-Priest met de belangrijkste infrastructuur en aangrenzende gemeenten.
Arpheuilles-Saint-Priest ligt op drie kilometer van de grens met Puy-de-Dôme, en op elf kilometer van de grens met Creuse in de regio Nouvelle Aquitaine. De dichtstbijzijnde stad is Commentry, op zeven kilometer. Arpheuilles-Saint-Priest ligt ten zuidoosten van Montluçon. Een secundaire weg gaat van Montluçon in het oosten voorbij Arpheuilles-Saint-Priest.

## Demografie
Onderstaande figuur toont het verloop van het inwonertal.
Vanwege een beveiligingsprobleem met de MediaWiki Graph-software is het momenteel niet mogelijk deze grafiek weer te geven. Zodra de software is bijgewerkt zal de grafiek vanzelf weer zichtbaar worden.

## Bezienswaardigheden
- De 19e-eeuwse Sint-Petruskerk